# Gulfenad blå frökenfisk
Gulfenad blå frökenfisk (Chrysiptera parasema) är en art i familjen frökenfiskar som blir maximalt sju centimeter lång. Den förekommer i Indiska oceanen. På grund av sina starka färger och tolerans mot andra fiskar hålls gulfenad blå frökenfisk också som akvariefisk.
Fisken har en blå kropp och en gul stjärtfena.
Arten förekommer i havet kring Filippinerna och Små Sundaöarna. Den dyker till ett djup av 15 meter. Fisken hittas vid klippor och korallrev med arter av släktet Acropora. Den förekommer vanligen tillsammans med Dascyllus melanurus. Exemplaren bildar mindre grupper som förändrar sig ofta i sammansättningen. Gulfenad blå frökenfisk blir upp till 70 mm lång.
Beståndet hotas av klimatförändringar och korallrevens försvinnande. Några exemplar fångas och säljs som akvariefisk. Hela populationen antas vara stor. IUCN listar arten som livskraftig (LC).